# Bubblegum Crash
Bubblegum Crash (バブルガムクラッシュ - Baburugamu kurasshu!) est une série télévisée d'animation japonaise en 3 épisodes de 45 minutes, créée par Anime International Company (AIC) et ARTMIC Studios et diffusée sous forme d'OAV. Cette série figure sur le dernier DVD du coffret de l'intégrale Bubblegum Crisis.
L'anime est actuellement diffusé par Black Box en streaming légal et gratuit.

## Synopsis
MegaTokyo, 2034. La ville a bien changé depuis les événements de 2032. Reprenant visage humain après s’être débarrassé des Boomers et de la criminalité en général, la Cité est désormais devenue un endroit où il fait bon vivre. Désœuvrées et suivant désormais chacune leur propre voie, les Knight Sabers ont fini par disparaître comme elles étaient arrivées. Ont-elles remisé définitivement leurs combinaisons de combat ?
C’était sans compter la soudaine série de cambriolages et de meurtres qui laisse l’A.D. Police dans l’incapacité de réagir. Des événements peut-être liés au vol de l’ADAMA, un prototype de Boomer doté de l’intelligence artificielle la plus avancée, par un commando aux ordres de la « voix »… Un mystérieux ennemi qui prévoit de constituer une armée de Boomers, bras armé de la concrétisation d’un ordre nouveau dans lequel les humains n’auraient plus leur place. Mais s’agit-il là de ses véritables intentions ?
Voilà bientôt les Knight Sabers aux prises avec deux menaces bien réelles, la destruction de MegaTokyo et des retrouvailles plutôt inattendues…

## Voix japonaises
- Akiko Hiramatsu : Nene Romanova
- Michie Tomizawa : Linna Yamazaki
- Ryoko Tachikawa : Priscilla S. « Priss » Asagiri
- Yoshiko Sakakibara : Sylia Stingray
- Kazuyuki Sogabe : Largo (Mystery Voice)
- Akira Murayama : Chief (Ep 1)
- Hideyuki Umezu : Dr. Yuuri
- Ichirô Murakoshi : Plant Chief (Ep 3)
- Kenyuu Horiuchi : Daley
- Kiyonobu Suzuki : D.J. Tommy (Ep 3), Manager (Ep 1)
- Kiyoyuki Yanada : Bogarde (Ep 1)
- Minami Takayama : Adama
- Nobuaki Sekine : Foreman (Ep 3)
- Nozomu Sasaki : Mackie Stingray (Ep 3)
- Sanae Miyuki : Street Kid (Ep 2)
- Takako Kikuchi : Waitress Boomer (Ep 3)
- Takkou Ishimori : Soldier (Ep 2)
- Taro Arakawa : Colonel Lando (Ep 1)
- Tomomichi Nishimura : Dr. Heinz
- Toshio Furukawa : Leon
- Toshiyuki Morikawa : AD Police Officer (Ep 3)
- Wataru Takagi : Detective (Ep 2), Youth (Ep 3)

## Épisodes
1. Illegal Army
2. Geo Climbers
3. Melt Down